# Dryops griseus
Dryops griseus är en skalbaggsart som först beskrevs av Wilhelm Ferdinand Erichson 1847.  Dryops griseus ingår i släktet Dryops, och familjen öronbaggar. Arten är reproducerande i Sverige.